# Ringer-Europameisterschaften 2002
Die Ringer-Europameisterschaften 2002 fanden im Freistil der Männer in Baku und im griechisch-römischen Stil der Männer und im Freistil der Frauen in Seinäjoki statt. Im Vorfeld wurden die Gewichtsklassen erneut angepasst.

## Männer Griechisch-römisch

### Ergebnisse
| Klasse | Gold                            | Silber                                 | Bronze                 |
| ------ | ------------------------------- | -------------------------------------- | ---------------------- |
| -55 kg | Renat Bikkinin                  | Tanjo Tenew                            | Dariusz Jablonski      |
| -60 kg | Armen Nasarjan                  | Rustem Ikramowitsch Mambetow           | Djamel Ainaoui         |
| -66 kg | Şeref Eroğlu                    | Manuchar Kwirkwelia                    | Michael Beilin         |
| -74 kg | Badri Chassaia                  | Warteres Warteressowitsch Samurgaschew | Marko Yli-Hannuksela   |
| -84 kg | Hamza Yerlikaya                 | Ara Abrahamian                         | Wjatscheslaw Makarenko |
| -96 kg | Gogi Murmanowitsch Koguaschwili | Sergej Lischtwan                       | Dawid Saldadse         |
| 120 kg | Juri Nikolajewitsch Patrikejew  | Mihály Deák Bárdos                     | Juha Ahokas            |

### Medaillenspiegel (Männer griechisch-römisch)
| Rang | Land       | Gold | Silber | Bronze |
| ---- | ---------- | ---- | ------ | ------ |
| 1    | Russland   | 3    | 2      | 0      |
| 2    | Türkei     | 2    | 0      | 0      |
| 3    | Bulgarien  | 1    | 1      | 0      |
|      | Georgien   | 1    | 1      | 0      |
| 5    | Belarus    | 0    | 1      | 1      |
| 6    | Ungarn     | 0    | 1      | 0      |
|      | Schweden   | 0    | 1      | 0      |
| 8    | Finnland   | 0    | 0      | 2      |
| 9    | Ukraine    | 0    | 0      | 1      |
|      | Israel     | 0    | 0      | 1      |
|      | Polen      | 0    | 0      | 1      |
|      | Frankreich | 0    | 0      | 1      |

## Männer Freistil

### Ergebnisse
| Klasse | Gold                                     | Silber                 | Bronze               |
| ------ | ---------------------------------------- | ---------------------- | -------------------- |
| -55 kg | Nazim Alidjanow                          | Ghenadie Tulbea        | Alexander Kontojew   |
| -60 kg | Arif Kama                                | Wassyl Fedoryschyn     | Arif Abdullajew      |
| -66 kg | Saur Botajew                             | Elman Asgarow          | Nikolaj Paslar       |
| -74 kg | Árpád Ritter                             | Murad Hajdarau         | Magomed Isagaschijew |
| -84 kg | Saschid Chalilrachimowitsch Saschidow    | Bejbulat Mussajeu      | Rewas Mindoraschwili |
| -96 kg | Kuramagomed Scharipowitsch Kuramagomedow | Eldari Luka Kurtanidse | Fatih Çakıroğlu      |
| 120 kg | David Musuľbes                           | David Otiaschwili      | Zekeriya Güçlü       |

### Medaillenspiegel (Männer Freistil)
| Rang | Land          | Gold | Silber | Bronze |
| ---- | ------------- | ---- | ------ | ------ |
| 1    | Russland      | 4    | 0      | 2      |
| 2    | Aserbaidschan | 1    | 1      | 1      |
| 3    | Türkei        | 1    | 0      | 2      |
| 4    | Ungarn        | 1    | 0      | 0      |
| 5    | Georgien      | 0    | 2      | 1      |
| 6    | Belarus       | 0    | 2      | 0      |
| 7    | Ukraine       | 0    | 1      | 0      |
|      | Moldau        | 0    | 1      | 0      |
| 9    | Bulgarien     | 0    | 0      | 1      |

## Frauen Freistil

### Ergebnisse
| Klasse | Gold                           | Silber              | Bronze                      |
| ------ | ------------------------------ | ------------------- | --------------------------- |
| -48 kg | Inga Alexejewna Karamtschakowa | Brigitte Wagner     | Angelique Berthenet-Hidalgo |
| -51 kg | Olga Smirnowa                  | Ida Hellström       | Innessa Rebar               |
| -55 kg | Tetjana Lasarewa               | Ida-Theres Nerell   | Gudrun Annette Høie         |
| -59 kg | Sara Eriksson                  | Monika Ewa Michalik | Christina Oertli            |
| -63 kg | Malgorzata Bassa-Roguska       | Lene Aanes          | Daria Nasarowa              |
| -67 kg | Lise Golliot                   | Anita Schätzle      | Anna Schamowa               |
| -72 kg | Swetlana Martynenko            | Nina Englich        | Switlana Sajenko            |

### Medaillenspiegel (Frauen Freistil)
| Rang | Land        | Gold | Silber | Bronze |
| ---- | ----------- | ---- | ------ | ------ |
| 1    | Russland    | 3    | 0      | 2      |
| 2    | Schweden    | 1    | 2      | 0      |
| 3    | Polen       | 1    | 1      | 0      |
| 4    | Ukraine     | 1    | 0      | 2      |
| 5    | Frankreich  | 1    | 0      | 1      |
| 6    | Deutschland | 0    | 3      | 1      |
| 7    | Norwegen    | 0    | 1      | 1      |